# Daniel Bailey Ryall
Daniel Bailey Ryall (* 30. Januar 1798 in Trenton, New Jersey; † 17. Dezember 1864 in Freehold, New Jersey) war ein US-amerikanischer Politiker. Zwischen 1839 und 1841 vertrat er den Bundesstaat New Jersey im US-Repräsentantenhaus.

## Werdegang
Daniel Ryall besuchte die öffentlichen Schulen seiner Heimat sowie die Trenton Academy. Nach einem anschließenden Jurastudium und seiner 1820 erfolgten Zulassung als Rechtsanwalt begann er in Freehold in diesem Beruf zu arbeiten. Gleichzeitig schlug er als Mitglied der Demokratischen Partei eine politische Laufbahn ein. Im Jahr 1831 sowie zwischen 1833 und 1835 gehörte er der New Jersey General Assembly an, deren Präsident er von 1833 bis 1835 war.
Bei den Kongresswahlen des Jahres 1838 wurde Ryall für den fünften Sitz von New Jersey in das US-Repräsentantenhaus in Washington, D.C. gewählt, wo er am 4. März 1839 die Nachfolge von Charles C. Stratton antrat. Bis zum 3. März 1841 konnte er eine Legislaturperiode im Kongress absolvieren. Nach dem Ende seiner Zeit im US-Repräsentantenhaus praktizierte Ryall wieder als Anwalt. Politisch ist er nicht mehr in Erscheinung getreten. Er starb am 17. Dezember 1864 in Freehold.